# 뉴크로스 주택 화재

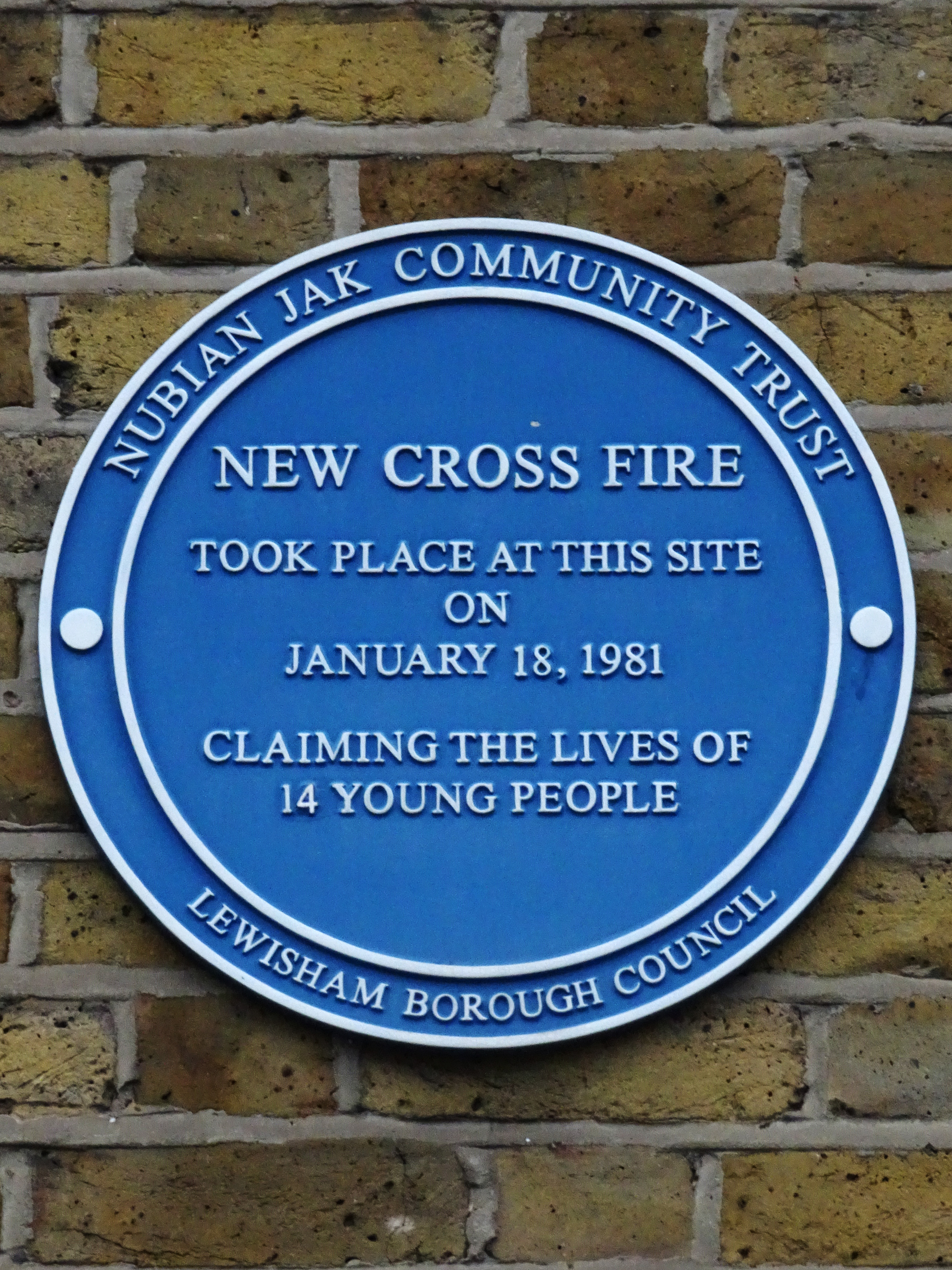
화재 장소였던 뉴크로스 439에 붙은 블루 플라크의 모습

뉴크로스 주택 화재(영어: New Cross house fire 뉴 크로스 하우스 파이어[*])는 1981년 1월 18일 일요일 런던의 남동부 뉴크로스에 위치한 주택에서 화재가 일어나 14살에서 22살 사이의 흑인 13명(한 명은 사고 2년 후 자살하였다)이 사망한 사건이다. 화재와 관련해 기소된 사람은 아무도 없었으며, 이후 화재가 집 내부에서 시작되었다는 것이 밝혀졌다. 사망자들에 대한 조사는 1981년과 2004년 두 차례에 걸쳐 이루어졌지만, 두 번 모두 사인 불명 판결을 내렸다.
화재 직후 존 라 로즈가 의장을 맡은 뉴크로스학살행동위원회(New Cross Massacre Action Committee, NCMAC)이 조직돼 1981년 3월 2일 "흑인 행동의 날"(Black People's Day of Action)을 조직해 약 2만여 명의 사람들이 "13명이 사망하고, 아무도 말하지 않았다"라는 문구가 적인 플래카드를 들고 8시간 동안 런던을 행진했다.

## 화재
2011년 광역경찰청을 위해 작성된 법의학 보고서에는 일요일 새벽 5시 40분 경 집 안의 누군가가 거품이 가득한 의자에 불을 지르면서 화재가 시작되었다는 것을 밝혀냈다. 당시 파티의 과도한 소음에 이웃 주민들의 불만이 있었다. 이후 흰색 승용차 한 대가 불길을 피해 달아나는 모습이 목격되었다.
파티는 희생자 중 한 명인 이본 러독과 생존자인 안젤라 잭슨의 합동 생일 축하 행사로 뉴크로스 439에서 개최되었다. 1981년 1월 17일 토요일에 시작해 밤새도록 지나 1월 18일 새벽까지 계속되었다.

## 희생자
화재의 희생자는 14세에서 22세 사이로 구성된 어린 흑인이거나 흑인 혼혈인 영국인으로, 목록은 아래와 같다.
- 앤드류 구딩, 14세
- 로잘린 헨리, 16세
- 패트랙 커밍스, 16세
- 패트리샤 존슨, 15세
- 오언 톰슨, 16세
- 로이드 홀, 20세
- 험프리 브라운, 18세
- 스티브 콜린스, 17세
- 제리 프랜시스, 17세
- 피터 캠벨, 18세
- 글렌턴 파월, 16세 (병원에서 사망)
- 이본 러독, 16세 (병원에서 사망)
- 폴 러독, 22세 (병원에서 사망)

## 조사
경찰은 화재 전 싸움이 났을 가능성을 배제하고 수사하였다. 1981년 4월 21일 13명의 청소년의 죽음에 대한 사인 조사가 시작되었다. 경찰은 초기 파티에 방화가 일어났거나, 보복 공격 혹은 소음을 멈추기 위한 시도라고도 추측하였다. 불길이 일기 전 싸움이 벌어졌다는 이론도 존재했으나, 배심원단은 사인 불명 판결을 내렸다.
2002년 고등 법원의 조치로 2004년에 두 번째 조사가 시행되었다. 하지만 두 번째 조사 또한 사인 불명 판결로 이어졌는데, 검시관은 손님 중 한 명이 고의로 불을 질렀을 가능성을 배제할 수 없으나 확신할 수도 없기 때문에 이와 같은 결정을 내렸다.

## 미디어에서
조니 오스본의 〈13 Dead and Nothing Said〉, 벤자민 제파니아의 〈13 Dead〉, 린턴 퀘시 존슨의 〈New Craas Masshkah〉, UB40의 〈Don't Let It Pass You By〉 등 많은 레게 음악가들이 화재 사건 및 희생자들에 대한 노래나 시를 발표하였다. 포크 그룹 영언스(The Youg'uns)는 2018년 BBC 라디오 2 포크 시상식 "최우수 음반상"을 수상한 《Strangers》의 수록곡 〈These Hands〉에서 화재를 언급하였다. 아들 스티브가 사망한 레게 프로듀서 서 콜린스는 희생자들을 기리기 위한 헌정 음반을 발매하였다.